# Vogue México y Latinoamérica
Vogue México y Latinoamérica es la versión latina de la revista Vogue. Es publicada como Vogue México en México y Vogue Latinoamérica en Estados Unidos y 16 países de América Latina, exceptuando Brasil, quien posee su propia versión en portugués.

## Historia
Vogue México y Latinoamérica fue publicada por primera vez en octubre de 1999 como Vogue en Español.
Eva Hughes es considerada como la primera Directora de la revista, asumiendo el cargo en septiembre de 2002. Bajo su dirección, la revista dobló su circulación, hasta que a fines de 2012 asume la posición de CEO de Condé Nast México y Latinoamérica, abandonando su cargo luego de diez años.
Kelly Talamas fue la encargada de reemplazar a Eva a fines de 2012. Talamas se unió a la publicación en 2007 como coordinadora editorial, para luego ser nombrada editora de moda y finalmente, como Directora de la revista. Fue la responsable de la creación de la iniciativa Who's On Next?, la cual sigue vigente y busca dar a conocer a nuevos talentos de la región. A mediados de 2016, Talamas asume la posición de Directora Creativa de Condé Nast México y Latinoamérica, dejando el cargo luego de 4 años.
Karla Martínez de Salas  fue nombrada Directora de la revista en junio de 2016. Previamente, Martínez había trabajado como editora asociada en la publicación y fue directora de accesorios de W Magazine en la ciudad de Nueva York.
En octubre del 2019, la revista Vogue Latinoamérica cumplió 20 años con las cholitas de Bolivia en su portada.

### Diversidad
En los últimos años, Vogue ha intentado presentar modelos más diversos. En 2018, la actriz nominada al Premio de la Academia Yalitza Aparicio se convirtió en la primera modelo de ascendencia indígena en aparecer en la portada de Vogue México. En los últimos años, la modelo muxe Estrella Vázquez apareció en la portada de Vogue en 2019, y las modelos indígenas Karen Vega y Coyotl fueron destacadas como «Iconos de México» en 2021.